# 有声歯茎・後部歯茎接近音
有声歯茎接近音（ゆうせい しけい せっきんおん、英: Voiced alveolar approximant）は、一部の音声言語で使用される子音の一種である。国際音声字母（IPA）において歯茎および後部歯茎接近音を表す記号は、⟨ɹ⟩ で、小文字の r を180度回転させたものである。これに相当するX-SAMPA記号は r\ である。
英語において文字 r で表される最も一般的な音は、有声後部歯茎接近音（voiced postalveolar approximant）である。これは少し後ろで発音され、IPAでは ⟨ɹ̠⟩ としてより正確に転写されるが、便宜上、⟨ɹ⟩ が代わりに使用されることがよくある。組版をさらに容易にするために、英語の音素転写では、記号 ⟨r⟩ を（この記号が音素転写において歯茎ふるえ音を表しているにもかかわらず）使用することがある。

## 特徴
有声歯茎接近音の特徴:
- 調音方法は接近であり、これは調音の場所で声道を狭くすることによって生み出されるが、乱気流を発生させるには十分ではないことを意味する。
- 調音部位は歯茎であり、これは舌尖または舌端のいずれかを使って歯槽堤（歯茎）の位置で調音されることを意味する（それぞれ、「舌尖- 」および「舌端- 」と呼ばれる）。
- 発声は有声であり、これは調音の間に声帯が振動することを意味する。
- 口音であり、これは空気が口だけから抜けることができることを意味する。
- 中線音であり、これは舌の側面ではなく、中央に沿って気流を導くことによって生み出されることを意味する。
- 気流機構は肺臓的であり、これは、ほとんどの音と同様に、肺と横隔膜だけで空気を押すことによって調音されることを意味する。

## 存在

### 歯茎
| 言語                   | 言語                                     | 単語         | IPA             | 意味             | 注記 |
| ---------------------- | ---------------------------------------- | ------------ | --------------- | ---------------- | --- |
| アルバニア語           | アルバニア語                             | gjelbër      | [ˈɟʑɛlbəɹ]      | '緑'             | |
| アルメニア語           | 古典                                     | սուրճ        | [suɹtʃ]         | '珈琲'           | |
| アッサム語             | 標準                                     | ৰঙা (rônga)   | [ɹɔŋa]          | '赤'             | |
| アッシリア現代アラム語 | アルコシュ方言                           | ܪܒ           | [ɹɑbɑ]          | '多い'           | ほとんどの他のアッシリア方言における/ɾ/に相当する。 |
| アッシリア現代アラム語 | ティアリ方言                             |              |                 | '多い'           | ほとんどの他のアッシリア方言における/ɾ/に相当する。 |
| ビルマ語               | ビルマ語                                 | တိရစ္ဆာန်        | [təɹeɪʔsʰàɴ]    | '動物'           | 借用語（ほとんどはパーリ語または英語から）においてのみ存在する。 |
| チュクチ語             | チュクチ語                               | ңирэк        | [ŋiɹek]         | '2'              | |
| ダハロ語               | ダハロ語                                 | [káð̠˕i]      | [káð̠˕i]         | '仕事'           | 舌尖音。/d̠/の一般的な母音間異音であり、代わりに弱い摩擦音 [ð̠] または単に破裂音 [d] かもしれない。                                                                                      |
| デンマーク語           | 標準                                     | ved          | [ve̝ð̠˕ˠ]         | 'at'             | 軟口蓋化音および舌端音。音節末尾における /d/ の異音。少数の話者では、代わりに非歯擦摩擦音かもしれない。                                                                                |
| オランダ語             | 中央オランダ                             | door         | [doːɹ]          | 'through'        | 一部の話者での音節末尾における /r/ の異音。 |
| オランダ語             | 西オランダ                               | door         | [doːɹ]          | 'through'        | 一部の話者での音節末尾における /r/ の異音。 |
| オランダ語             | ライデン                                 | rat          | [ɹat]           | 'ネズミ'         | 他方言における /r/ に相当する。 |
| フェロー語             | フェロー語                               | róður        | [ɹɔuwʊɹ]        | '舵'             | |
| ドイツ語               | 標準オーストリア                         | Rebe         | [ˈɹeːbɛ]        | '蔦'             | /r/ 最も一般的な歯茎音現実態。ふるえ音 [r] もまた別の現実態である。多く見られる現実態に摩擦音（有声 [ʁ] または無声 [χ] のいずれか）があり、めったに見られないのはふるえ音 [ʀ] である。 |
| ドイツ語               | ジーガーラント                           | Rebe         | [ˈɹeːbə]        | '蔦'             | その他ほとんどの方言は有声軟口蓋摩擦音 [ʁ] または軟口蓋ふるえ音 [ʀ] を使用する。 |
| ドイツ語               | 低シレジア語                             | Rebe         | [ˈɹeːbə]        | '蔦'             | その他ほとんどの方言は有声軟口蓋摩擦音 [ʁ] または軟口蓋ふるえ音 [ʀ] を使用する。 |
| ドイツ語               | ニーダーラウジッツ                       | Rebe         | [ˈɹeːbə]        | '蔦'             | その他ほとんどの方言は有声軟口蓋摩擦音 [ʁ] または軟口蓋ふるえ音 [ʀ] を使用する。 |
| ドイツ語               | ヴェスターヴァルト                       | Rebe         | [ˈɹeːbə]        | '蔦'             | その他ほとんどの方言は有声軟口蓋摩擦音 [ʁ] または軟口蓋ふるえ音 [ʀ] を使用する。 |
| ギリシア語             | ギリシア語                               | μέρα méra    | [ˈmɛɹɐ]         | '日'             | 速いまたはくだけた発話、および母音間における /ɾ/ の異音。 |
| アイスランド語         | アイスランド語                           | bróðir       | [ˈprou̯ð̠˕ir]     | '兄弟'           | 大抵は舌尖音。 |
| 朝鮮語                 | 朝鮮語                                   | 발사 / balsa | [pɐɹ.s͈ɐ]        | '発射'           | /s/ の前での /ɭ/ の異音 |
| リンブルフ語           | モントフォールト方言                     | maintenant   | [ˈmæ̃ːn˦ð̠˕ənɑ̃ː˨] | '今'             | |
| ペルシア語             | ペルシア語                               | فارسی        | [fɒːɹˈsiː]      | 'ペルシア人'     | /d/, /l/, /s/, /ʃ/, /t/, /z/, および /ʒ/ の前での /ɾ/ の異音。 |
| ポルトガル語           | 複数のブラジル方言、主に中南部地域内陸。 | amor         | [aˈmoɹˠ]        | '愛'             | 音節末尾における /ɾ ~ ʁ/ の異音。軟口蓋化、またそり舌、後部歯茎、R音性母音のいずれかまたはその組み合わせ。                                                                             |
| ポルトガル語           | 一般ブラジル                             | marketing    | [ˈmaɹˠke̞tɕĩɰ̃]   | 'マーケティング' | 借用語。/ɾ ~ ʁ/ の異音。一般的には音節頭または音節末としてではない。 |
| ポルトガル語           | 一部の上流階級の変種                     | permitir     | [peɹˠmiˈtɕiɹˠ]  | '許す'           | より口語的には大抵動詞不定詞では削除される。代わりに、[ɾ] または口蓋垂音のRに置き換えられるかもしれない。                                                                              |
| スペイン語             | アンダルシア                             | doscientos   | [do̞ɹˈθje̞n̪t̪o̞s]   | '200'            | [θ] の前での /s/ の異音。 |
| スペイン語             | ベリーズ                                 | invierno     | [imˈbjeɹno]     | '冬'             | 音節末尾における /r/ の可能な現実態 |
| スペイン語             | プエルトリコ                             | invierno     | [imˈbjeɹno]     | '冬'             | 音節末尾における /r/ の可能な現実態 |
| スペイン語             | コスタリカ                               | hierro       | [ˈjeɹo]         | '鉄'             | 他方言における [r] に相当する。 |
| スウェーデン語         | 中央標準                                 | starkast     | [ˈs̪t̪äɹːkäs̪t̪]    | '最も強い'       | /r/ の異音。一部の話者は全ての位置で [ɾ]（重複子音の時は [r]）を使う。 |
| タガログ語             | タガログ語                               | parang       | [paɹaŋ]         | 'like-'          | より伝統的な [ɾ ~ r] の異音。より英語の読み書きができる若い話者によって使われる。 |
| ベトナム語             | サイゴン                                 | ra           | [ɹa]            | '出掛ける'       | [ɾ], [r] および [ʐ] と自由に変動する。 |
| サポテク語             | ティルキアパン                           | rdɨ          | [ɹd̪ɨ]           | 'pass'           | 子音の前での /ɾ/ の異音。 |

### 後部歯茎
| 言語     | 言語                   | 単語               | IPA         | 意味         | 注記 |
| -------- | ---------------------- | ------------------ | ----------- | ------------ | --- |
| 英語     | オーストラリア         | red                | [ɹ̠ʷed]      | '赤'         | 多くの場合、唇音化している。唇音化したそり舌接近音である可能性もある. 便宜上、⟨r⟩ と転写されることが多い。 |
| 英語     | ほとんどのアメリカ方言 | red                | [ɹ̠ʷɛd]      | '赤'         | 多くの場合、唇音化している。唇音化したそり舌接近音である可能性もある. 便宜上、⟨r⟩ と転写されることが多い。 |
| 英語     | 容認発音               | red                | [ɹ̠ʷɛd]      | '赤'         | 多くの場合、唇音化している。唇音化したそり舌接近音である可能性もある. 便宜上、⟨r⟩ と転写されることが多い。 |
| イボ語   | イボ語                 | rí                 | [ɹ̠í]        | '食べる'     | |
| マルタ語 | 一部の方言             | malajr             | [mɐˈlɐjɹ̠]   | '素早く'     | 他方言の [ɾ ~ r] に相当する。                                                                              |
| シピボ語 | シピボ語               | roro               | [ˈd̠ɹ̠o̽ɾ̠o̽]    | '粉々になる' | 前閉鎖音。/r/ の可能な語頭現実態。                                                                         |
| タイ語   | バンコク               | กรุงเทพ / Krungthep | [kɹ̠ʊ̄ŋ.tʰɪ̂p̚] | バンコク     | 歯茎接近音 [ɹ] の異音。歯茎ふるえ音 [r] として発音される標準形と対立する。                                 |

他のR音の異音として、[ɹ] はエド語、フラニ語、ムリンパタ語、パラオ語で見られる。

## 上付きɹ
上付きのʴは母音の後につけてR音化を表していたが、現在は◌˞に置き換えられ、非推奨となっている。